# プラネット・ハリウッド
プラネット・ハリウッド（Planet Hollywood）は、ハリウッド映画をテーマとしたレストランである。1991年にニューヨークにて、シルベスター・スタローン、ブルース・ウィリス、デミ・ムーア、アーノルド・シュワルツェネッガーが出資を行っている。
今まで2度、破産している。
現在、ネバダ州ラスベガスのアラジンをリニューアルしプラネット・ハリウッドとして開業、シーザーズ・エンターテインメントが運営を行う。

## 歴史
1991年にイギリス人ロバート・アールによって、プラネット・ハリウッド・インターナショナル社が創業される。アールは、シルベスター・スタローン、ブルース・ウィリス、デミ・ムーア、アーノルド・シュワルツェネッガーといった映画俳優に出資を募った。
最初の店舗は、ウォルト・ディズニー・ワールド・リゾートのダウンタウン・ディズニー（Downtown Disney）に造られたディズニービレッジ店で、巨大な地球儀を模した外観に、600席以上の客席を設けた巨大な店舗である。店内には映画の小道具や衣装を置き、店内のスクリーンには映画を映し出すなどして、雰囲気造りを行っている。ディズニービレッジ店は、年間売り上げ20,000万ドルを超える大成功となった。これを受け、急速な店舗展開を行い、1994年には、ニューヨーク、サンフランシスコ、ラスベガス、ロサンゼルスなどの観光地を中心に20以上の店舗を構え、年間売り上げ17億ドルの外食企業へと急成長していった。
Restaurants & Institutions誌(R&I誌)に拠れば、1996年度の売り上げは、22,200万ドルで、アメリカ合衆国外食企業トップ400の中で、102位。翌1997年度は、21,600万ドルで75位と急成長を遂げている。
しかし、1998年度のプラネット・ハリウッドの売り上げは、80店舗で24,400万ドル（1997年比マイナス28.7%）で107位と急激に売り上げを落とした。

### 急成長の要因
プラネット・ハリウッドが急成長した1990年代前半には、プラネット・ハリウッドに限らず、いくつかのテーマレストランがアメリカ合衆国で流行していた（ハードロックカフェなど）。
この要因としては、次のような理由が考えられている。
経済的な要因
アメリカ合衆国の1980年代後半から1990年代全般は不況の時代であり、外食産業は、接待の場から、仲の良い友人や家族と共に楽しむ場へと移り変わっていった。これに合わせ、求められるレストランも、単価が100ドルを越すような高級レストランから、安価なレストランへ移り変わっている。また、このような状況から、高級レストランが閉店、規模縮小を行うことになり、高級レストランで腕を振るっていた料理人が、大衆化したレストランなどに職を求めるようになったことも挙げられる。
カジュアル
1990年代に伸びてきたソフトウェア業界やサービス業では、それまでの主流の産業よりも、服装などにカジュアルな面があった。そんな層が気楽に仲間や家族と食事に行くのに、よりカジュアルで気楽な店を選ぶことになっていった。

### 急落の要因
プラネット・ハリウッドが急落した要因としては、次の点が指摘されている。
ブランド確立の失敗
テーマレストランは、日常性から離れた点にも付加価値があると言える。プラネット・ハリウッドも創業当初は、ウォルト・ディズニー・ワールドをはじめとした観光地に出店しており、わざわざ出かけて行く希少価値があった。しかし、急速な店舗展開に伴い、大都市には複数の店舗が出店するようになったことで、希少価値を失ってしまった。また、ハードロックカフェと違い、ロゴ入りTシャツを収集し着て歩くような熱烈なファンを作り上げることができず、ブランドを確立することができなかった。
投下資本の高さ
プラネット・ハリウッドの店舗には、大型の建物と特殊な内装が要求され、多額の投下資本が必要であった。また、主たる顧客を観光客であること、平日よりも休日や日曜日の売上が高いという稼働率の問題などで、他の外食店舗よりも、損益分岐点が高くなりがちであった。このため、既存店売上が落ち込むと、収支が急速に悪化することになるという弱点を持っていた。
価値観の変遷
テーマレストランは、その独特の内装と雰囲気に多額の投資をしているので、雰囲気には高い評価を得ている。しかし、サービスや料理の評価は他の外食産業と比べても高くなく、むしろ低い評価となっている。雰囲気は良いが、サービスや料理も大したことがないと評価されたため、次第に客離れを招いてしまった。

### 日本での展開
日本では、千葉県浦安市の東京ディズニーリゾートの商業施設イクスピアリに、「プラネットハリウッド東京」を2001年に開業しているが、後述の事情で2009年に閉店している。営業は、プラネット・ハリウッド・ジャパンが行っていた。

#### 賃料滞納問題
プラネット・ハリウッド・ジャパンは、ウォルト・ディズニー・カンパニーとの間で、月額賃料約1,100万円などの契約を結んでいたが、賃料が滞ったためにウォルト・ディズニー・カンパニーは2007年に契約解除を通告。一方のプラネット・ハリウッド・ジャパンは「賃料が不当に高額で暴利」として係争を行っていた。
2009年4月7日、東京地方裁判所は、プラネット・ハリウッド・ジャパンの請求を退け、施設の明け渡しと未払い分の賃料約4億4,700万円の支払いを命じた。
これを受け、プラネットハリウッド東京は、2009年4月13日で閉店となった。

## ホテル
- プラネット・ハリウッド・リゾート・アンド・カジノ （ラスベガス）

## レストラン

### アメリカ
- ホノルル
- ラスベガス
- ニューヨーク
- オーランド

### アメリカ以外
- アカプルコ
- バリ
- カンクン
- ディズニーランド・パリ
- ドバイ
- グアム
- ジャカルタ
- クアラ・ルンプール
- ロンドン
- ナイアガラ
- パリ
- リヤド
- 浦安（東京ディズニーリゾート・イクスピアリ、2009年4月14日まで）